# Щуровичи
Щуровичи (укр. Щуровичі) — село в Лопатинской поселковой общине Шептицкого района Львовской области Украины.
Население по переписи 2001 года составляло 484 человека. Население по данным 2021 года составляло 433 человека. Занимает площадь 1,42 км². Почтовый индекс — 80236. Телефонный код — 3255.